# مصطفى حسني
مصطفى حسنى داعية إسلامي مصري، ولد عام 1978، وهو حاصل على بكالوريوس تجارة من جامعة عين شمس عام 2000، وحاصل على شهادة معهد إعداد الدعاة التابع لوزارة الأوقاف. حصل على أسانيد متصلة في العديد من الكتب في أصول الفقه والعقيدة وعلم الحديث والفقه والسنة النبوية.. أعد وقدم أكثر من 50 برنامج تليفزيوني وإذاعي

## حياته الشخصية
متزوج ولديه أولاد، مقيم ويسكن في القاهرة الجديدة بجمهورية مصر العربية.

## مهنته

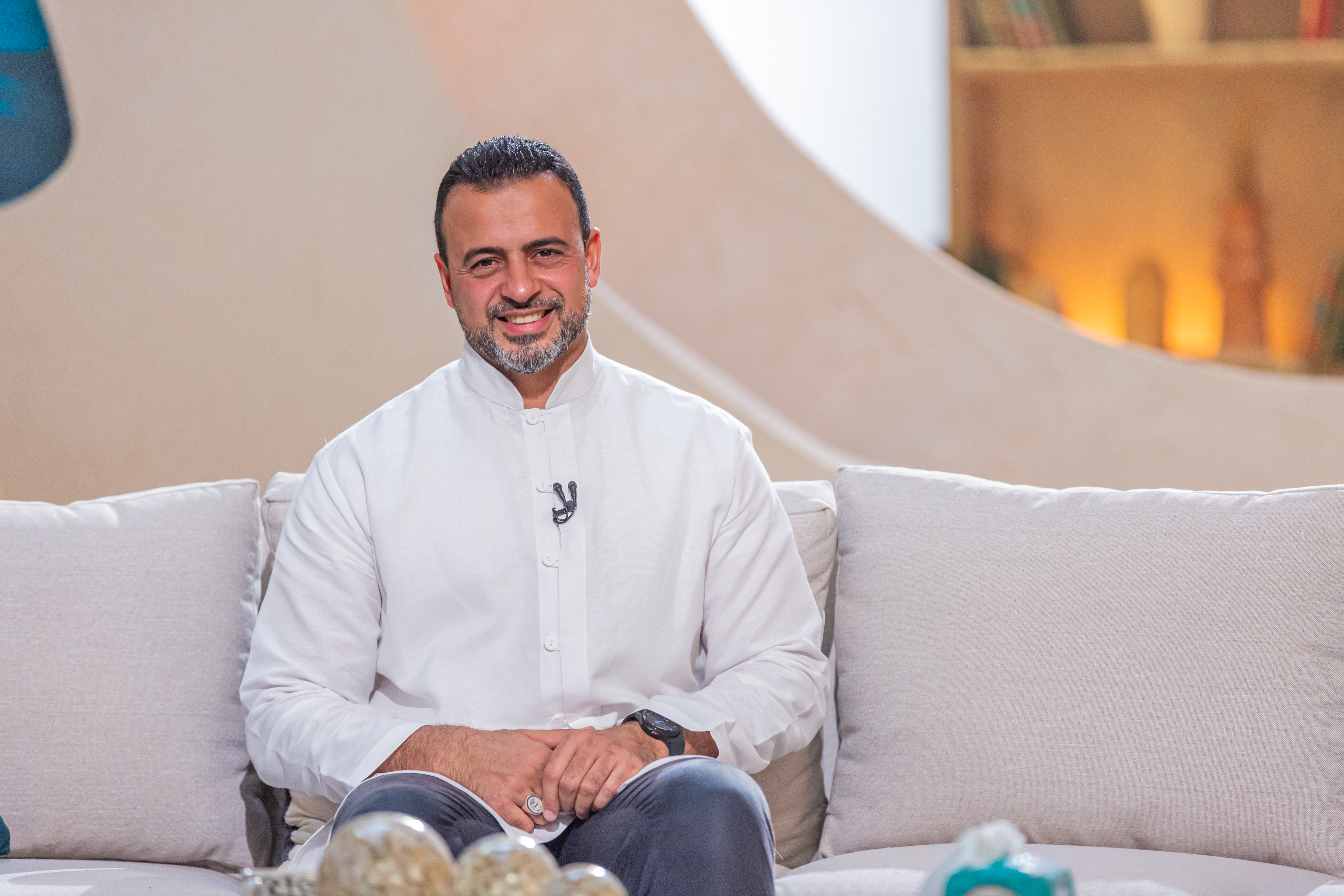
صورة من كواليس برنامج نور السيرة النبوية

بدأ العمل منذ عام 1997 في مجال المبيعات منذ أن كان طالبًا، ثم مر خلال حياته العملية بالعمل بالمجالات التالية:
- معد ومقدم برامج في قناة اقرأ.

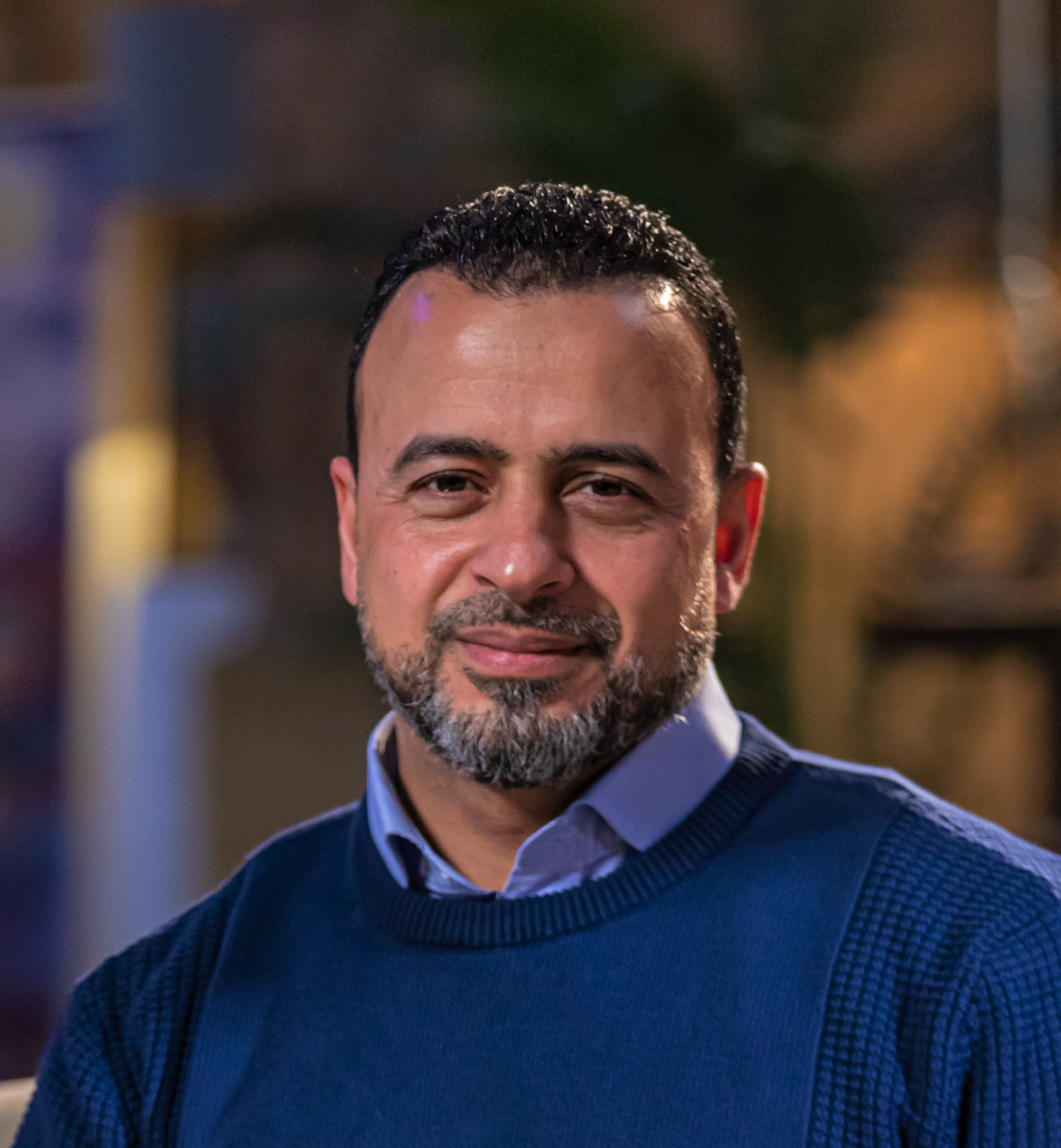
صورة حديثة من برنامج رميم

- صورة حديثة من برنامج رميممعد و مقدم برنامج في قناه النهار المصرية الفضائية.
- مدرس لمادة بناء الشخصية في إحدى المدارس الدولية.
- عضو مجلس إدارة في جمعية حياة بلا تدخين.
- مؤسس ورئيس مجلس أمناء مؤسسة عمار الأرض لبناء الإنسان.
- حاليًا معد و مقدم برامج على قناة أون المصرية.
- عضو المؤسسة الملكية مؤسسة آل البيت للفكر الإسلامي
- للسنة الثامنة حصل على الترتيب رقم 27 من أكثر 50 شخصية إسلامية مؤثرة حول العالم من تقرير المركز الملكي للبحوث والدراسات الإسلامية بالمملكة الأردنية

## نشاطاته الدينية
أعد وقدم أكثر من 50 برنامج تليفزيوني وإذاعي، منها؛ نور (السيرة النبوية)، القناع، الثمن، فكَّر، سحر الدنيا، كنوز، رميم، رحلة حياة....
وله برنامج أسبوعي يُعرض كل جمعة على أون المصرية بعنوان "نور" رحلة في حياة الحبيب صلى الله عليه وسلم، برنامج يسرد فيه السيرة النبوية

## الأسانيد المتصلة
هذه بعض الكتب التي أخذ فيها أسانيد متصلة إلى أصحابها قراءة أو سماعًا على الشيوخ:

#### السنة النبوية:
- كتاب الجامع الصحيح المشهور بـ صحيح البخاري للإمام الكبير محمد بن إسماعيل البخاري ت 256هـ
- صحيح مسلم للإمام الكبير مسلم بن الحجاج النيسابوري ت 261هـ

#### علم الحديث:
- كتاب "نخبة الفكر" العلامة الحافظ ابن حجر العسقلاني ت 852 هجرية
- كتاب "المنهل الروي في مصطلح الحديث النبوي" العلامة الإمام سليمان بن يحيى الأهدل ت 1197هجرية
- "المنظومة البيقونية" للإمام العلامة عمر بن فتوح الدمشقي البيقوني الشافعي كان حيا قبل1080هجرية.

#### الفقه:
- كتاب "عمدة الأحكام في معالم الحلال و الحرام" الإمام الحافظ عبد الغني بن عبد الواحد المقدسي ت 600 هجرية
- كتاب "بلوغ المرام من جمع إدلة الأحكام" الحافظ ابن حجر العسقلاني ت 852 هجرية
- متن أبي شجاع المسمى "الغاية والتقريب"
- "فقه شافعي" الإمام العلامة أبي شجاع أحمد بن الحسين بن أحمد الأصفهاني الشافعي ت 593هجرية.
- كتاب "المنتقى في الأحكام الشرعية من كلام خير البرية صلى الله عليه وسلم"
- "فقه حنبلي" الشيخ الإمام العلامة شيخ الحنابلة مجد الدين أبي البركات عبدالسلام بن تيمية الحراني "جد شيخ الإسلام" ت 652هجرية.

#### أصول الفقه:
- مزالق الأصوليين محمد بن إسماعيل الأمير الصنعاني ت 1182 هجرية
- متن الورقات لإمام الحرمين أبو المعالي عبد الملك بن عبد الله الجويني ت 478 هجرية
- كتاب "اللمع في أصول الفقه" الإمام أبو اسحق الشيرازي ت 476 هجرية

#### العقيدة:
- "العقيدة الطحاوية " الإمام أبو جعفر الطحاوي ت 321هجرية
- "العقيدة الواسطية" شيخ الإسلام أحمد بن عبد الحليم بن تيمية ت 728 هجرية.

#### كتب أخرى:
- "الشمائل المحمدية " الإمام أبو عيسى محمد بن سورة الترمذي "تلميذ الإمام البخاري" ت 279 هجرية

### بعض الشهادات في العلوم النفسية:
- Dialogical Coaching certification, certified from Universidad Francisco De Vitoria, affiliated with Life Coaching Excellence, Egypt.
- Relationship Coaching Program, certified from Intellect Coaching School, Egypt.
- Studying for a master’s degree in psychology

## البرامج التلفزيونية:

### أعدَّ وقدم عدة برامج تليفزيونية من عام 2003م إلى الآن:
- نفوس- رمضان 2025
- بصير – رمضان 2024
- نور – 2023
- رميم – رمضان 2023
- القناع – رمضان 2022
- كنوز – الموسم الخامس - 2022صورة من تصوير برنامج كنوز الموسم الخامس
- الثمن - رمضان 2021
- كنوز - الموسم الرابع - 2021
- على أبواب الفتن - رمضان 2020
- كنوز  -الموسم الثالث - 2020
- رحلة حياة - رمضان 2019
- كنوز  -الموسم الثاني - 2019
- كنوز - الموسم الأول - 2018
- حائر - رمضان 2018
- رسالة من الله - رمضان 2017
- فكَّر - الموسم الثاني - 2017
- فن الحياة - رمضان 2016
- فكَّر - الموسم الأول - 2016
- إنسان جديد - رمضان 2015

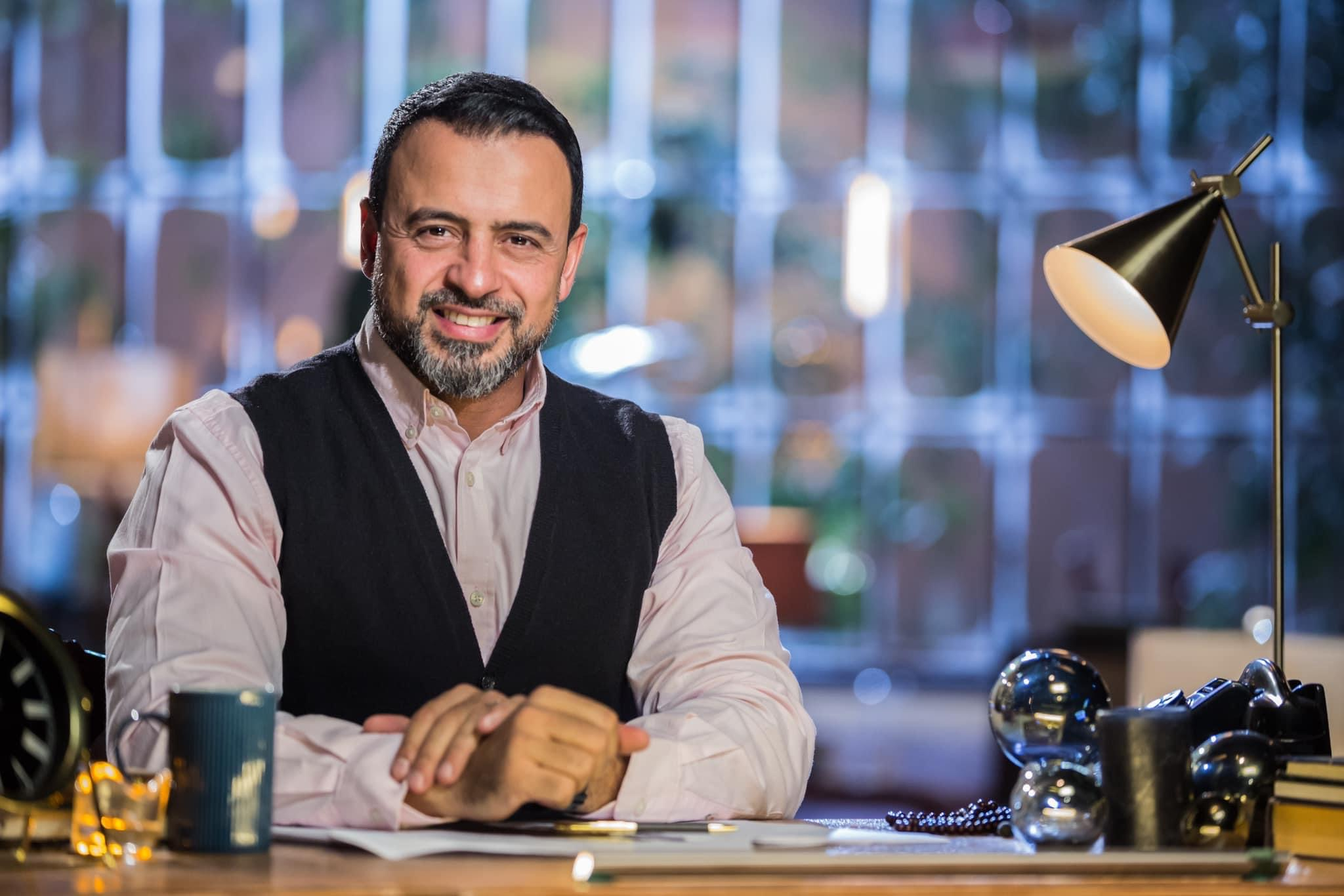
صورة من تصوير برنامج كنوز الموسم الخامس

- على طريق الله (روح العبادة) - الجزء الثاني - 2015
- عيش اللحظة - رمضان 2014
- على طريق الله (روح العبادة) - الجزء الأول – 2014
- على طريق الله - الموسم الأول - 2013
- أهل الجنة - رمضان 2013
- عُمّار الأرض - الجزء الثاني - 2013
- في حُب رسول الله - فقرة أسبوعية على قناة المحور - 2012
- سِحر الدُنيا - رمضان 2012
- التجرِبة العُمَرية - فقرة أسبوعية على قناة المحور - 2012
- عُمّار الأرض - الجزء الأول - 2012
- يا ليتني كُنتُ مَعهُم - 2011
- أُحبُك رَبيّ - رمضان 2011
- خدعوك فقالوا - الجزء الرابع - 2011
- مدرسة الحُب - رمضان 2010
- خدعوك فقالوا - الجزء الثالث - 2010
- قصة حُب - رمضان 2009
- لبيك ربي - 2009
- خدعوك فقالوا - الجزء الثاني – 2009
- الكنز المفقود - رمضان 2008
- خدعوك فقالوا - الجزء الأول - 2008
- على باب الجنّة - رمضان 2007
- لو كانوا يعلمون - 2007
- أحلى حياة - 2006
- أما بعد - الجزء الثاني 2005
- أما بعد - الجزء الأول - 2004
- نداءات الرحمن - 2003

### وبرامج إذاعية:
- السلام عليك يا رسول الله - إذاعة الراديو 9090 - رمضان 2018
- نداءات ربانية - إذاعة الراديو 9090 - رمضان 2017
- عائد إلى الله - إذاعة الراديو 9090 - رمضان - 2016
- هدايا الرحمن - إذاعة نجوم إف إم - رمضان 2014
- الكنز - إذاعة نجوم إف إم  - رمضان 2013
- كلمة - إذاعة نجوم إف إم  - 2013
- يوم في الجنة - إذاعة نجوم إف إم  - رمضان - 2012
- مدرسة الحياة - إذاعة ميجا إف إم - رمضان - 2011
- جدد حياتك - إذاعة الشباب والرياضة - رمضان 2009

## نشاطاته الخيرية
- تم إطلاق مؤسسة عُمار الأرض لبناء الانسان في شهر نوفمبر 2012

اشترك بانتظام في بعض الحملات والأنشطة الخيرية مثل:
- حملة دعم مستشفى سرطان الأطفال في القاهرة.
- برامج إعادة تأهيل مدمني المخدرات من الشباب.
- ندوات وحملات جمعية حياة بلا تدخين في مصر.
- حملة «معاً للتكاتف» التابعة لبنك الطعام المصري لدعم الأسر المصرية المضارة.

## الكتب

##### له عدة إصدارات للكتب منها:
- كتاب "رميم" - إصدار نهضة مصر 2024.
- كتاب "القناع" – إصدار نهضة مصر 2023.
- كتاب "الثمن" – إصدار نهضة مصر 2022.
- كتاب "رسالة من الله" – إصدار نهضة مصر 2021.
- كتاب "سحر الدنيا" – إصدار نهضة مصر 2020.
- كتاب "فن الحياة" – إصدار نهضة مصر 2019.
- كتاب "فكَّر" – إصدار نهضة مصر 2019.
- كتاب "إنسان جديد" – إصدار نهضة مصر 2018.
- كتاب "كل ما تريد أن تعرفه عن رمضان" – إصدار نهضة مصر 2018.
- كتاب "في معية الله" – إصدار نهضة مصر 2018.
- كتاب "كلمة" – إصدار نهضة مصر 2017.
- كتاب عيش اللحظة – إصدار نهضة مصر 2016.
- كتاب "خدعوك فقالوا" – إصدار نهضة مصر 2012.
- كتاب "الكنز المفقود" – إصدار نهضة مصر 2011.
- كتاب "قصة حب" – إصدار نهضة مصر 2010.
- كتاب "كلام ربي" – إصدار دار النور 2009.

## اللقاءات التليفزيونية

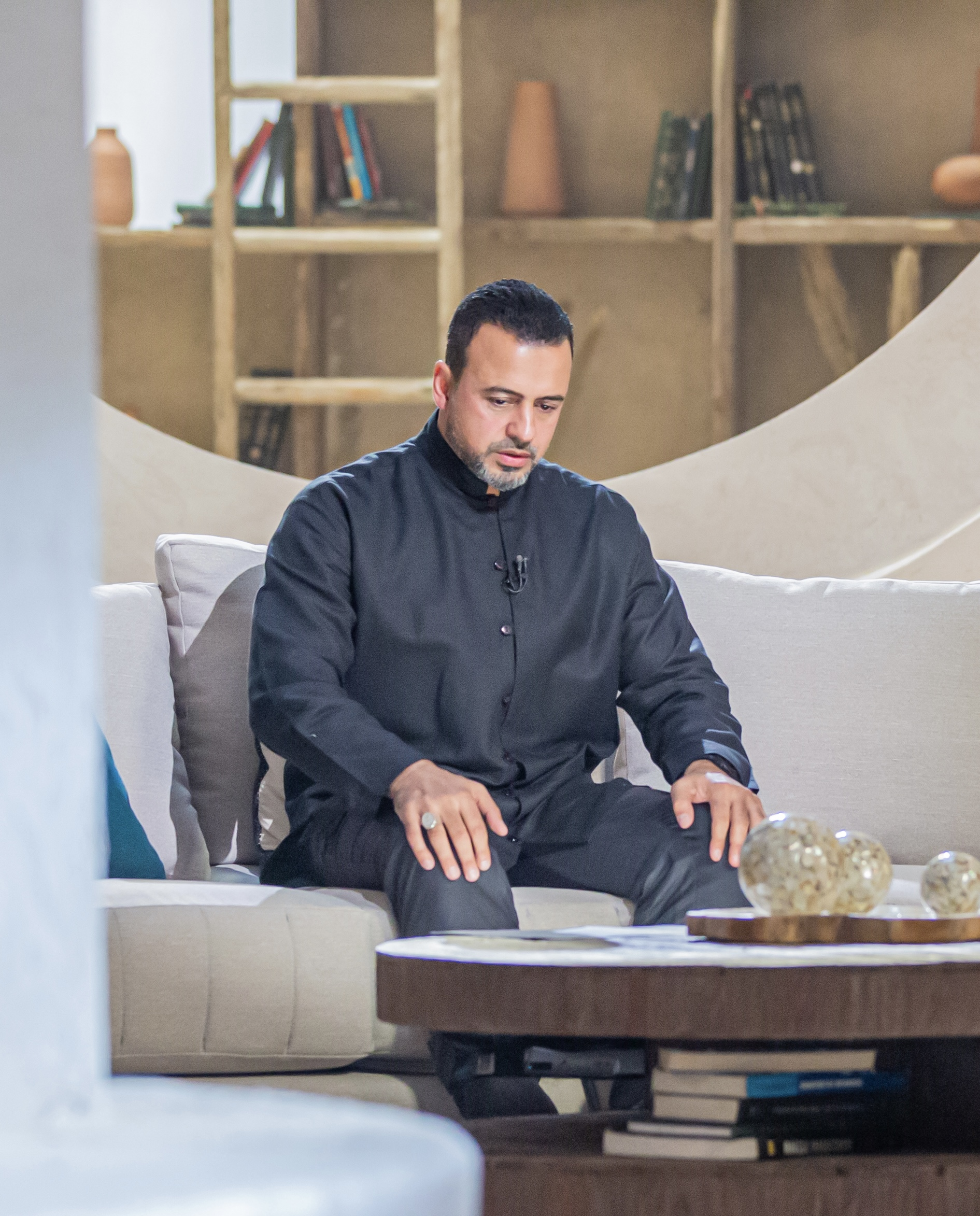
مصطفى حسني من كواليس تصوير برنامج نور السيرة النبوية

تمت استضافته أكثر من مرة في هذه البرامج:
- برنامج بالعربي كده - قناة DMC
- برنامج شبابيك - قناة دريم
- برنامج المسلمون يتساءلون - قناة المحور
- برنامج صباح الخير يا مصر - قناة الفضائية المصرية

كما كان ضيفًا على بعض البرامج في هذه القنوات:
- قناة الفضائية المصرية
- قناة الناس
- قناة دريم سبورت شبكة تليفزيون دريم
- قناة مودرن سبورت
- قناة أوربت
- قناة الحياة شبكة تليفزيون الحياة
- قناة أزهري الفضائية

## وصلات خارجية
- مصطفى حسني على موقع أرشيف الشارخ.